# There's a whole lot of loving
There's a whole lot of loving is de debuutsingle van Guys 'n' Dolls van het Britse duo Dominic Grant en Julie Forsyth. De single bereikte de zevende plaats in de Nederlandse Top 40 en was tevens hun enige Alarmschijf. In 2001 bereikte hij de Radio 2 Top 2000.

## Hitnotering

### Nederlandse Top 40
| Hitnotering: 26-04-1975 t/m 28-06-1975 | Hitnotering: 26-04-1975 t/m 28-06-1975 | Hitnotering: 26-04-1975 t/m 28-06-1975 | Hitnotering: 26-04-1975 t/m 28-06-1975 | Hitnotering: 26-04-1975 t/m 28-06-1975 | Hitnotering: 26-04-1975 t/m 28-06-1975 | Hitnotering: 26-04-1975 t/m 28-06-1975 | Hitnotering: 26-04-1975 t/m 28-06-1975 | Hitnotering: 26-04-1975 t/m 28-06-1975 | Hitnotering: 26-04-1975 t/m 28-06-1975 | Hitnotering: 26-04-1975 t/m 28-06-1975 | Hitnotering: 26-04-1975 t/m 28-06-1975 |
| Week                                   | 1                                      | 2                                      | 3                                      | 4                                      | 5                                      | 6                                      | 7                                      | 8                                      | 9                                      | 10                                     |                                        |
| -------------------------------------- | -------------------------------------- | -------------------------------------- | -------------------------------------- | -------------------------------------- | -------------------------------------- | -------------------------------------- | -------------------------------------- | -------------------------------------- | -------------------------------------- | -------------------------------------- | -------------------------------------- |
| Nummer                                 | 30                                     | 25                                     | 22                                     | 15                                     | 12                                     | 8                                      | 7                                      | 9                                      | 22                                     | 39                                     | uit                                    |

### NPO Radio 2 Top 2000
There's a Whole Lot of Loving stond alleen in 2001 in de NPO Radio 2 Top 2000, op plek 1883.